# 21827 Чінчжу
21827 Чінчжу (21827 Chingzhu) — астероїд головного поясу, відкритий 2 жовтня 1999 року.
Тіссеранів параметр щодо Юпітера — 3,484.